# Disterigma
Disterigma är ett släkte av ljungväxter. Disterigma ingår i familjen ljungväxter.

## Dottertaxa tillDisterigma, i alfabetisk ordning[1]
- Disterigma acuminatum
- Disterigma agathosmoides
- Disterigma alaternoides
- Disterigma appendiculatum
- Disterigma baguense
- Disterigma balslevii
- Disterigma bracteatum
- Disterigma campanulatum
- Disterigma campii
- Disterigma chocoanum
- Disterigma codonanthum
- Disterigma cryptocalyx
- Disterigma cuspidatum
- Disterigma dumontii
- Disterigma ecuadorense
- Disterigma elassanthum
- Disterigma empetrifolium
- Disterigma fortunense
- Disterigma hammelii
- Disterigma hiatum
- Disterigma humboldtii
- Disterigma leucanthum
- Disterigma luteynii
- Disterigma micranthum
- Disterigma microphyllum
- Disterigma noyesiae
- Disterigma ollacheum
- Disterigma ovatum
- Disterigma pallidum
- Disterigma panamense
- Disterigma parallelinerve
- Disterigma pentandrum
- Disterigma pernettyoides
- Disterigma pilosum
- Disterigma pseudokillipiella
- Disterigma rimbachii
- Disterigma stereophyllum
- Disterigma styphelioides
- Disterigma synanthum
- Disterigma terniflorum
- Disterigma trimerum
- Disterigma ulei
- Disterigma utleyorum
- Disterigma weberbaueri
- Disterigma verruculatum